# Бічевін Леонід Олександрович
Леонід Олександрович Бічевін (27 грудня 1984 , Климовськ, Московська область ) — російський актор театру і кіно. Популярність акторові принесли ролі у фільмах «Вантаж 200», «Морфій», «Закриті простори», «Одного разу в провінції».

## Біографія
Народився 27 грудня 1984 року в Климовську Московської області. Після 9-го класу школи вступив на навчання до сільськогосподарського училища Коломни, але через два роки покинув його, вирішивши стати актором. Вступив до Театрального училища імені Щукіна на курс Юрія Шликова . У 2006 році відразу після отримання диплома прийнятий в трупу Театру імені Вахтангова, був введений у багато вистав поточного репертуару. Першою великою роллю став Троїл у постановці Рімаса Тумінаса за трагедією Вільяма Шекспіра «Троїл і Крессіда».
Першу помітну роль в кіно Леонід Бічевін зіграв у картині Олексія Балабанова «Вантаж 200» (2007). На знімальному майданчику фільму молодий актор опинився завдяки рекомендації Агнії Кузнєцової, з якою разом навчався в Щукінському училищі. У наступному фільмі Балабанова «Морфій» (2008) по ранній прозі Михайла Булгакова Бічевін виконав головну роль — працюючого в сільській лікарні молодого лікаря морфініста. В одному з інтерв'ю Балабанов висловив думку, що Леонід Бічевін «буде зіркою».

### Особисте життя
Зустрічався з однокурсницею по театральному інституту — актрисою Агнією Кузнєцовоїю.
29 липня 2011 року одружився з акторкою Марією Бердинських, з якою познайомився під час зйомок фільму «Горобиновий вальс». У вересні 2014 року у пари народився син, Іван Леонідович Бічевін. У 2019 році народився другий син Леоніда та Марії — Степан Леонідович Бічевін.

## Театр

### Дипломні вистави театрального інституту імені Б. Щукіна
- «Солом'яний капелюшок» Ежена Лабіша
- «Вестсайдська історія» Артура Лорентс
- «Театральний роман» Михайла Булгакова

### Театр Анжеліки Холіної, Литва
- 2012 — «Кармен» за мотивами «Кармен-сюїти» Жоржа Бізе — Родіона Щедрина; реж. Анжеліка Холіна — Дон Хосе

### Театр імені Є. Вахтангова

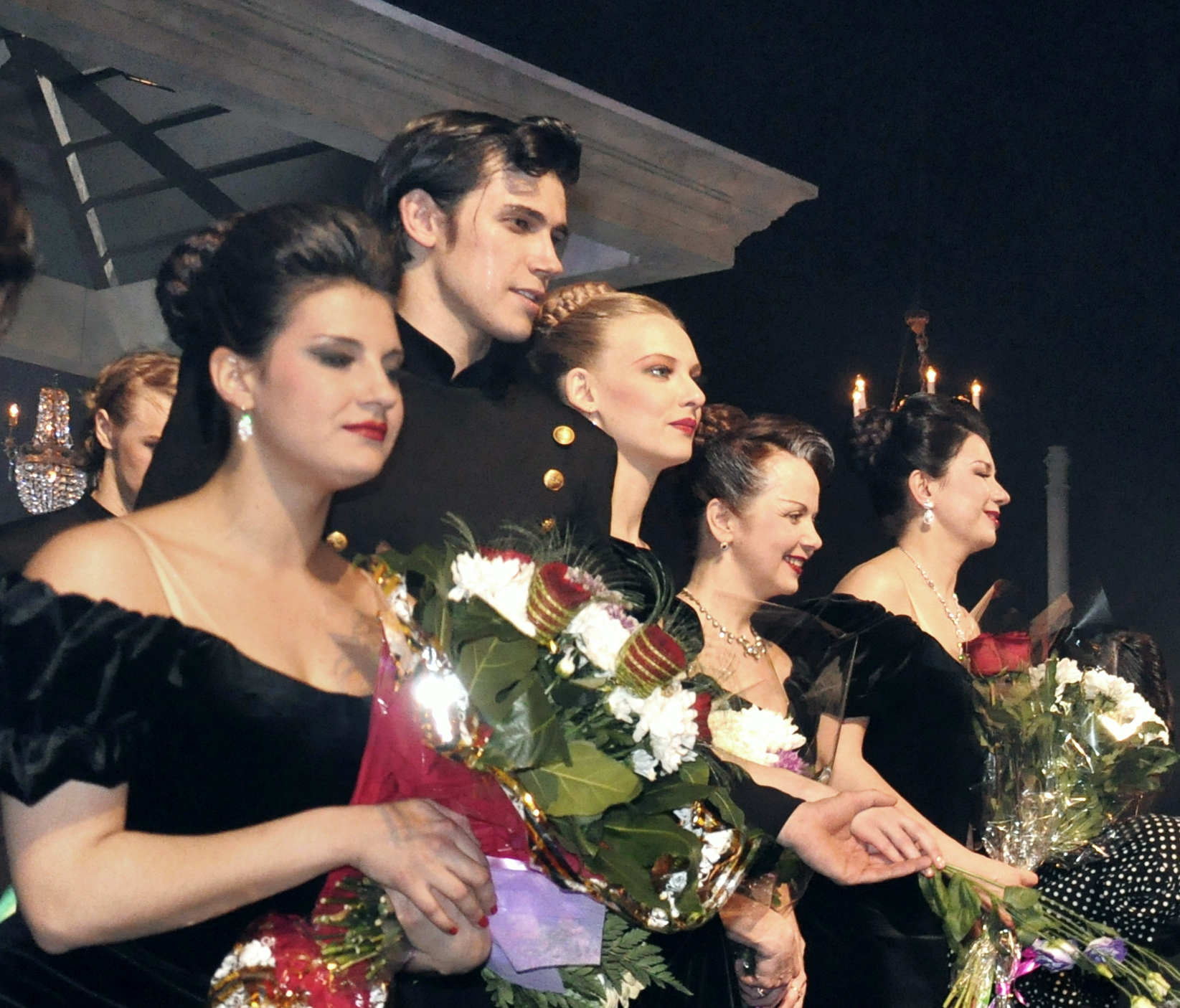
У фіналі «Анни Кареніної», травень 2012

- 2006 — «Алі-Баба і сорок розбійників»; реж. Олександр Горбань і В'ячеслав Шалевич —  Стражник
- 2006 — «За двома зайцями» Михайла Старицького; реж. Олександр Горбань —  Будочник / Міщанин
- 2006 — «Присвята Єві» Еріка Шмітта; реж. Сергій Яшин —  Химера
- 2006 — «Сірано де Бержерак» Едмона Ростана; реж. Володимира Мірзоєва —  Брісайль
- 2006 — «Собака на сіні» Лопе де Вега; реж. Юрій Шликов —  Леонідо, слуга графа Федеріко / Каміло, слуга графа Лудовіко
- 2006 — «Фредерік, або Бульвар злочинів» Еріка Шмітта; реж. Микола Пінігін —  Паризо, актор
- 2006 — «Царське полювання» Леоніда Зоріна; реж. Володимир Іванов —  Боніперті, секретар Єлизавети
- 2007 — «Глибоке синє море» Теренса Реттігана; реж. Павло Сафонов —  Філ Хеч
- 2008 — «Троїл і Крессида» Вільяма Шекспіра; режисер Рімас Тумінас —  Троїл
- 2008 — «Біла акація» Володимира Маса і Михайла Червінського; реж. Володимир Іванов —  Гриша оператор
- 2010 — «Маскарад» Михайла Лермонтова; реж. Рімас Тумінас —  Князь Звездич
- 2010 — «Міра за міру» Вільяма Шекспіра; реж. Юрій Бутусов —  Локоть, констебль / Суккенсон, кат
- 2011 — «Пристань» («Філумена Мартурано») Едуардо Де Філіппо; реж. Рімас Тумінас —  Мікеле

- 2012 — «Анна Кареніна» за мотивами роману Лева Толстого; реж. Анжеліка Холіна —  Граф Тушкевич
- 2012 — «Біси» Федора Достоєвського; реж. Юрій Любимов —  Ліпутін
- 2014 — «Божевільний день, або Одруження Фігаро» П'єра де Бомарше; реж. Володимира Мірзоєв —  Фігаро
- 2016 — «Гроза» Олександра Островського; реж. Уланбек Баял —  Борис Григорович
- 2017 — "Стефан Цвейг. Новели "за новелами Стефана Цвейга; реж. Г. Балпеїсова, В. Бельдіян, А. Шульєв, Х. Ерікссен —  Оповідач
- 2018 — «Євгеній Онєгін» за мотивами Олександра Пушкіна; реж. Рімас Тумінас —  Євгеній Онєгін
- 2019 — «Субота, неділя, понеділок» Едуардо Де Філіппо; реж. Л. де Фуско —  Рокко
- 2020 — «Солом'яний капелюшок» Ежена Лабіша; реж. Михайло Цитриняк —  Фадінар
- 2020 — «Біг» Михайла Булгакова; реж. Юрій Бутусов —  Сергій Павлович Голубков

### Антреприза
- 2015 — «На струнах дощу» А. Ковальского; реж. Альберт Ковальский — Олександр

## Фільмографія
- 2006 — Важливіше, ніж любов  (телесеріал)  —  Владик, син Єгорова
- 2006 — Три полуграції —  Денис, син Курбатова, товариш Іри
- 2007 — Учитель в законі —  Макс Акулов, старшокласник
- 2007 — Проста історія —  Сергій Єгоров
- 2007 — Вантаж 200 —  Валера
- 2008 — Морфій —  Михайло Олексійович Поляков
- 2008 — Життя в борг —  Денис Адамов
- 2008 — Закриті простори —  Веня
- 2008 — Одного разу в провінції —  Че, Миша, товариш Колі
- 2008 — Козаки-розбійники  (телесеріал)  —  Андрій, доцент
- 2009 — Горобиновий вальс —  Олексій Смирнов
- 2009 — Вербна неділя  (телесеріал)  —  Геннадій Нікітін, син Артура і Маші
- 2009 — Дикий —  Рудик
- 2010 — Учитель в законі. Продовження —  Макс
- 2010 — Підсадний —  Микола
- 2010 — Зона турбулентності —  Костя
- 2011 — Група щастя  (телесеріал)  —  Борис Іванівський, психолог
- 2011 — Остання зустріч —  Іван Євгенович Шилов (курсант школи КДБ)
- 2011 — Шпана замоскворецька (У кожного своя війна) —  Віктор Толкачов (Гаврош)
- 2012 — Синдром дракона —  Олександр Юрійович Волков, капітан ФСБ
- 2013 — Дівчина і смерть —  Микола (в молодості)
- 2013 — Шагал - Малевич —  Марк Шагал
- 2014 — Купрін  (телесеріал)  —  Аларін
- 2014 — Трюкач —  Олександр Заборський
- 2015 — Спадкоємці —  Гліб Трегубов, ведучий ток-шоу
- 2015 — Пам'ять осені
- 2017 — Жили-були ми —  Папа
- 2017 — Адаптація —  Ештон Айві / Олег Іванович Меньшов
- 2017 — Ходіння по муках  (телесеріал)  —  Іван Телегін
- 2019 — Утриманки  (телесеріал)  —  Микита Лісін
- 2019 — Союз порятунку —  Сергій Муравйов-Апостол
- 2020 — Тріґґер —  Леонід Полторанін
- 2020 — Безпечні зв'язки
- 2020 — Мовчання

## Визнання і нагороди
- 2009 — Номінація премії " Жорж " у категорії «Найкращий російський актор»
- 2009 — Лауреат Призу імені Олександра Абдулова 8-го міжнародного фестивалю кінематографічних дебютів «Дух вогню» — за роль у фільмі « Горобиновий вальс»
- 2009 — Премія Міжнародного кінофестивалю «У родинному колі» в номінації «Найкраща акторська робота (чоловіча роль)» — за роль у фільмі " Горобиновий вальс "